# Orchidaceae
Le Orchidacee (Orchidaceae Juss., 1789) sono una famiglia di piante monocotiledoni, appartenenti all'ordine Asparagales. I loro fiori sono comunemente chiamati orchidee.
Questa famiglia è costituita da piante erbacee perenni, alcune delle quali sono in grado di assorbire dall'acqua presente nell'ambiente le sostanze necessarie alla loro sopravvivenza tramite le radici aeree (autotrofia) e capaci anche di nutrirsi assimilando sostanze da organismi in decomposizione (sapròfite).

## Distribuzione e habitat
La maggior parte delle specie è originaria delle zone tropicali o sub-tropicali di Asia, America centrale e Sudamerica; solo il 15% di esse cresce spontaneamente nelle zone temperate e fredde.
Al di là di questo dato la famiglia può comunque ritenersi cosmopolita essendo diffusa nei cinque continenti, con un areale che si estende da alcuni territori a nord del circolo polare artico, sino alla Patagonia e all'Isola Macquarie, prossime all'Antartide.
Le Orchidaceae sono in grado di adattarsi a ogni genere di habitat fatta eccezione per i deserti e i ghiacciai. La maggior parte delle specie tropicali cresce sui tronchi degli alberi o sulle rocce (piante epifite). In Italia ne crescono spontaneamente circa 29 generi, per circa 189 tra specie e sottospecie.

## Descrizione

### Fiore

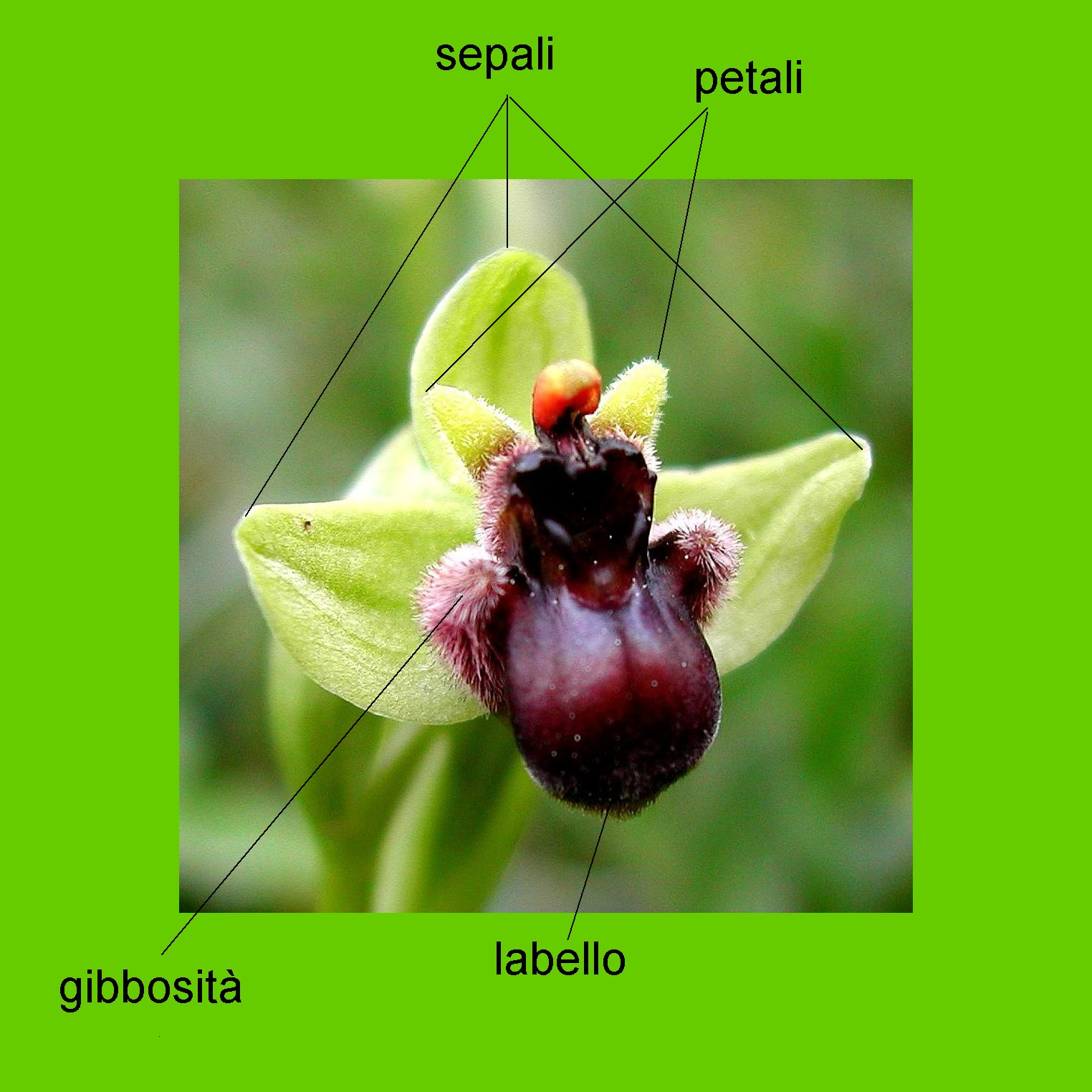
Parti del fiore di una Ophrys bombyliflora.

I fiori hanno una tipica struttura alata, con un perianzio di tre sepali superiori e tre petali inferiori; uno di questi, detto labello, si differenzia per formato dagli altri in modo da attirare gli insetti impollinatori. Le dimensioni e il colore del labello, unitamente alla forma dello sperone cavo in cui si prolunga la sua base, mutano a seconda delle diverse specie.
Ogni fiore possiede organi maschili (androceo) e femminili (gineceo), riuniti in un solo corpo colonnare detto ginostemio, talvolta prolungato in un rostello carnoso. Il polline è agglutinato in masse a forma di clava (pollinodi), che si attaccano mediante la base gelatinosa (retinacolo o viscidio) alla testa degli insetti pronubi, permettendo così l'impollinazione dei fiori successivamente visitati.
Quasi tutti i fiori di orchidea al momento dello sviluppo compiono una torsione di 180° (resupinazione), così che il petalo posteriore diviene inferiore e il sepalo anteriore diviene superiore. I sepali e i petali laterali sono quasi sempre uguali tra di loro, mentre il petalo centrale (il labello) è sempre diverso e può assumere svariate forme; nello stesso tempo può o meno contenere nettare.

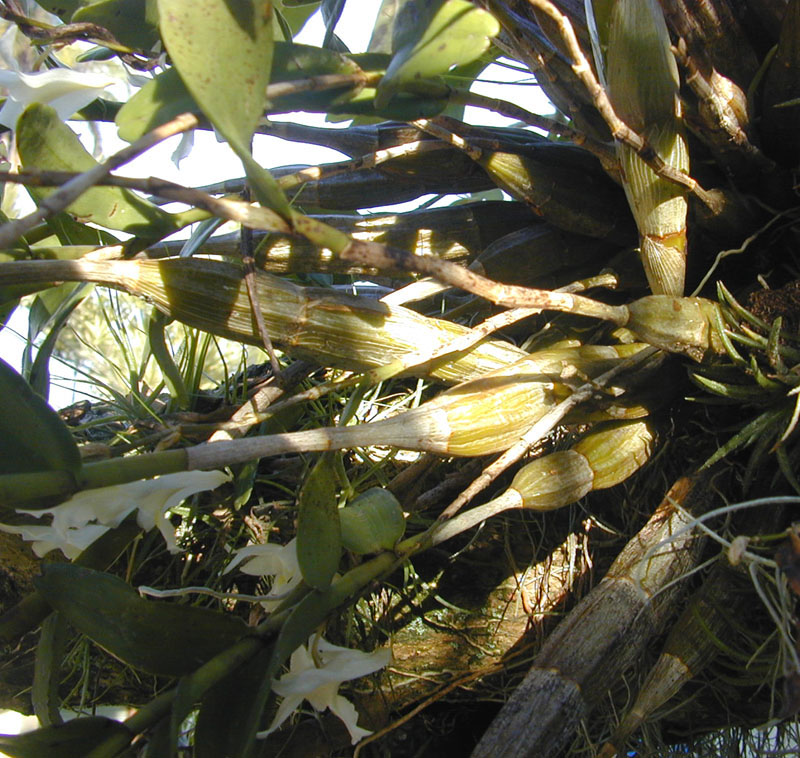
Pseudobulbo di orchidea epifita

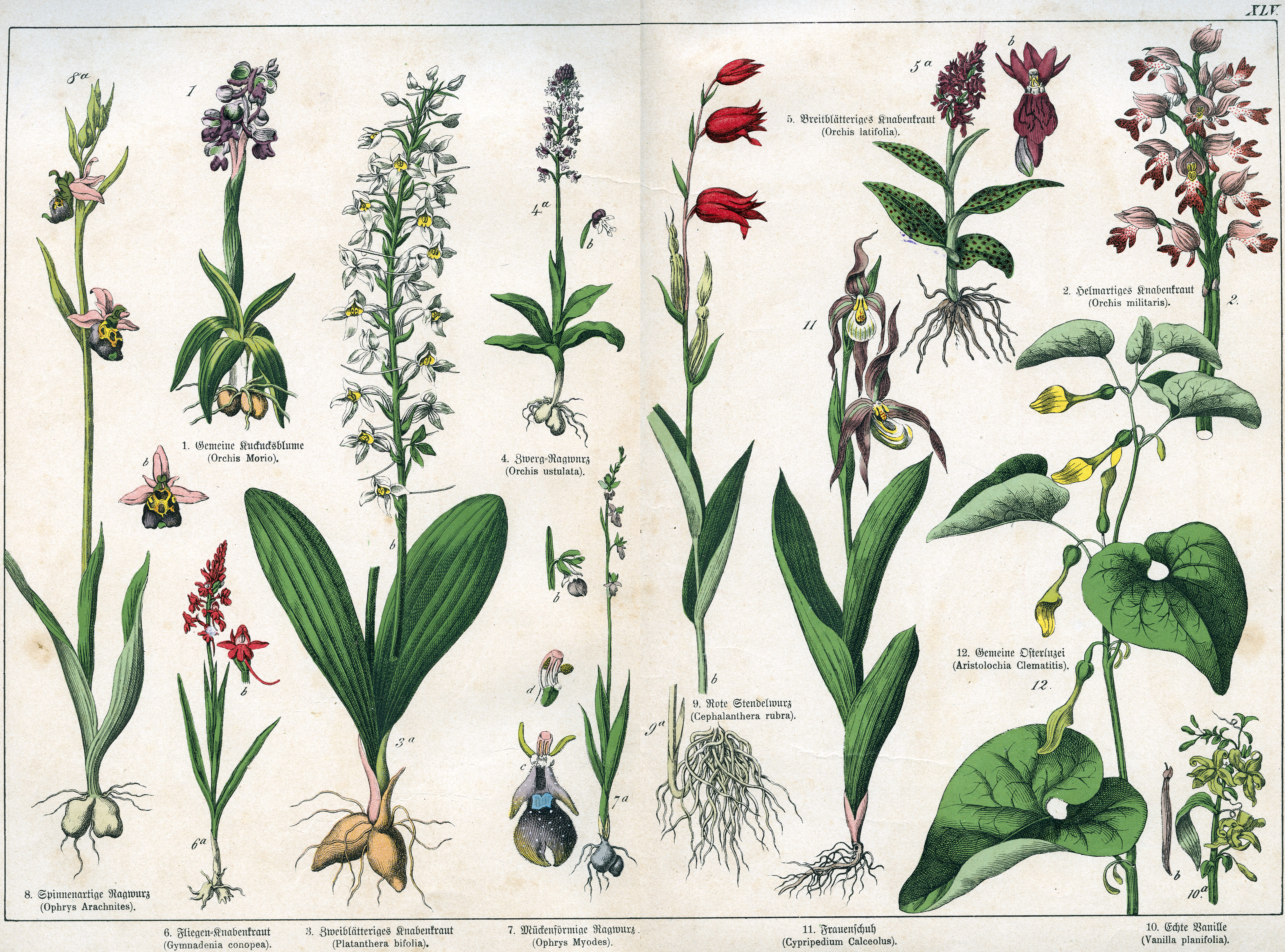
Morfologia di alcune specie della flora europea

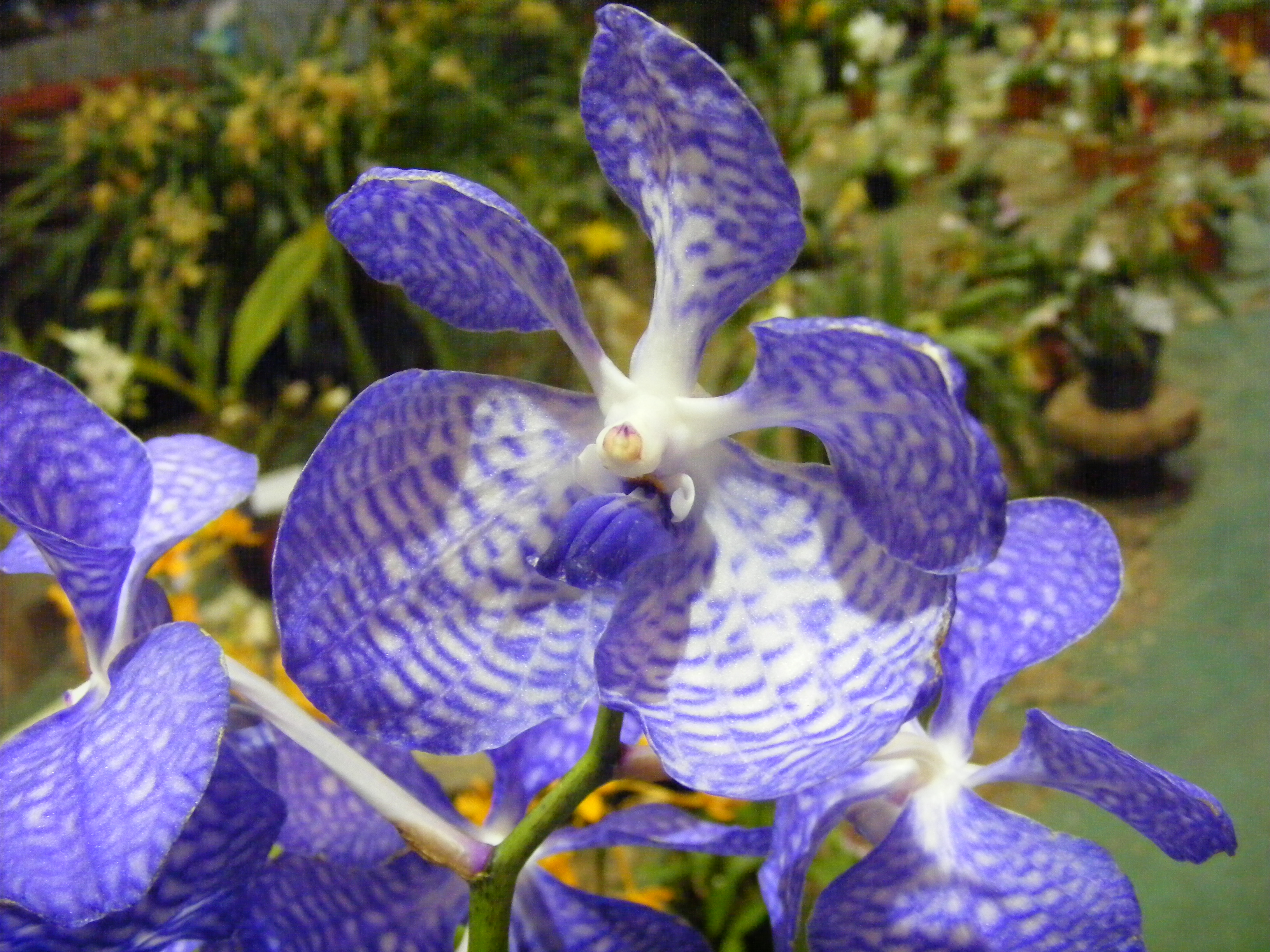
Vanda - ibrido

### Foglie
Le foglie delle Orchidacee sono sempre intere e malgrado la loro natura polimorfa hanno una struttura lineare, che a volte può apparire carnosa e di forma tubolare; spesso alla base si sviluppano degli pseudobulbi i quali possono assumere forma corta e arrotondata, appiattita e ovoidale, oppure lunga e cilindrica; sono tutti organi questi che hanno una funzione di assimilatori di riserva.
La disposizione delle foglie è alternata o distica: solo di rado si presentano opposte. Possono presentarsi in coppia oppure solitarie e, all'apice degli pseudobulbi, a volte possono anche essere – specie nelle piante che crescono in piena terra – inguainate alla base; possono anche formare delle rosette basali da cui spunta il fiore. Nelle specie saprofitiche le foglie possono essere ridotte a semplici scaglie.

### Radici
Le specie tropicali hanno spesso radici aeree carnose o fini, che si sviluppano alla base delle foglie o fra di esse, e che possono presentare differenti modificazioni e adattamenti alla vita epifitica o saprofitica. Le radici aeree sono rivestite da un tessuto mono- o pluristratificato costituito da cellule morte piene di aria, il Velamen, che svolge una funzione puramente meccanica di protezione, e non, come spesso viene descritto di assorbimento dell'umidità atmosferica. L'aria delle sue cellule conferisce alla radice un colore biancastro o traslucido, e una totale impermeabilità, mentre solo la parte terminale, la punta, per 1-2 cm, priva di questo tessuto, mostra un bel colore verde tipico dei cloroplasti della corteccia sottostante. Solo questa parte della radice può assorbire umidità atmosferica, anche se le orchidee epifite hanno altri meccanismi più efficienti per rifornirsi di acqua.
Le Orchidaceae europee e mediterranee sono invece, con poche eccezioni, specie terricole, con apparato radicale sotterraneo, costituito da rizotuberi o bulbi, da cui si dipartono radichette o radici filiformi.
La forma dei rizotuberi può essere tondeggiante o ovaliforme (come per esempio nei generi Ophrys, Orchis e Serapias), o più o meno suddivisa in digitazioni (Dactylorhiza, Platanthera, Spiranthes); in alcune specie sono presenti dei veri e propri rizomi, con radici filamentose (Listeria, Epipactis), in altre possono essere presenti radici coralliformi (Corallorhiza).

## Biologia

### Riproduzione
La riproduzione delle Orchidaceae può essere sia sessuata sia asessuata.
La riproduzione sessuata può avvenire sia per impollinazione incrociata, cioè con trasporto del polline dall'antera di un fiore sullo stigma del fiore di un altro individuo, sia per autoimpollinazione, cioè il polline passa dall'antera allo stigma dello stesso fiore.

#### Impollinazione incrociata
L'impollinazione incrociata è la modalità di riproduzione più frequente tra le Orchidaceae ed è prevalentemente entomofila, cioè affidata agli insetti. Molte specie di orchidee hanno un rapporto specie-specifico con il loro insetto impollinatore, o insetto pronubo. Paradigmatico di questa stretta interdipendenza è il caso della cosiddetta "orchidea di Darwin" (Angraecum sesquipedale), una specie caratterizzata da uno sperone lungo circa 30 cm, per la quale Charles Darwin postulò l'esistenza di un insetto impollinatore dotato di una spirotromba di analoghe dimensioni. A distanza di circa 40 anni dalla formulazione di una tale ipotesi fu effettivamente scoperto che l'impollinatore era uno sfingide, Xanthopan morganii, dotato di una spirotromba di dimensioni corrispondenti.
Nonostante in casi sporadici si siano osservate impollinazioni da parte di coleotteri, ditteri, lepidotteri e ortotteri, la maggior parte degli insetti pronubi delle orchidee appartengono all'ordine degli Imenotteri, nella stragrande maggioranza dei casi alla superfamiglia degli Apoidei.
Gli insetti impollinatori possono essere attratti con tre differenti meccanismi:
- attrazione alimentare: è il meccanismo messo in atto dalle specie in grado di produrre il nettare, ricco di sostanze zuccherine, molto appetibili per gli insetti; il nettare è solitamente custodito all'interno dello sperone, la cui forma limita l'accesso ad alcune specie di insetti; il prelievo del nettare porta l'insetto a contatto con le masse polliniche, che aderiscono al corpo dell'insetto mediante specifici organi adesivi detti viscidii o retinacoli. Pseudocopulazione addominale di Dasyscolia ciliata su Ophrys speculum

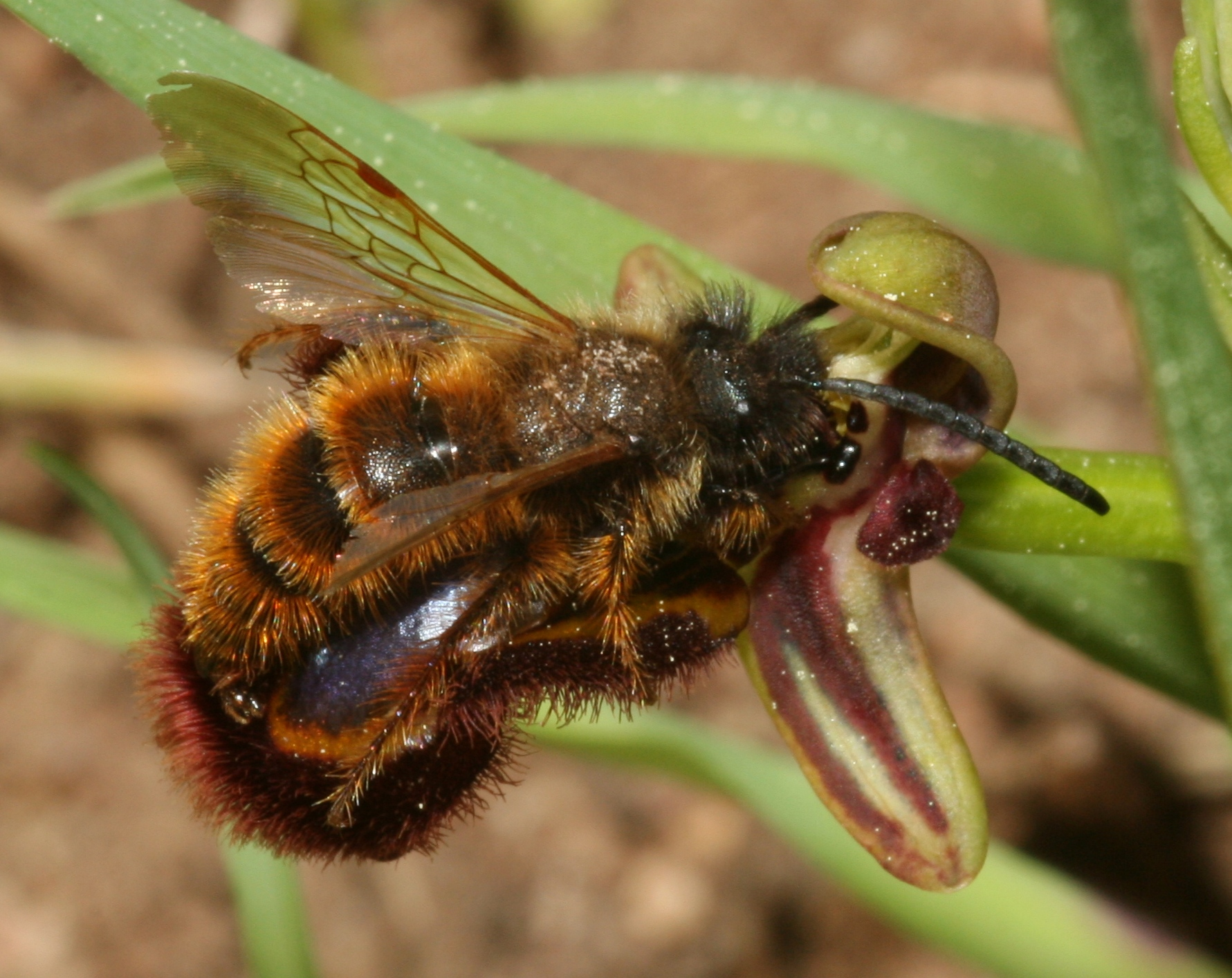
Pseudocopulazione addominale di Dasyscolia ciliata su Ophrys speculum

- mimetismo: è il meccanismo messo in atto dalle cosiddette "orchidee ingannevoli", specie non nettarifere, che attraggono gli insetti o grazie a un'apparenza del fiore simile a quella di specie nettarifere (è quanto avviene, per esempio, in alcune specie di Orchis come O. mascula) o grazie a un aspetto del labello che per forma, colore e pelosità ricorda la femmina dell'insetto impollinatore (tale meccanismo è comune a molte specie di Ophrys); le specie che utilizzano il mimetismo sessuale producono spesso feromoni simili a quelli delle femmine dell'insetto impollinatore, inducendo il maschio a un tentativo di accoppiamento definito pseudo-copulazione; nel far ciò l'insetto entra in contatto con le masse polliniche che aderiscono alla testa (pseudo-copulazione cefalica) o all'addome (pseudo-copulazione addominale)[6].
- trappola di odori: è il meccanismo tipico della scarpetta di Venere (Cypripedium calceolus) che attrae gli insetti nel fondo del labello a forma di tasca grazie a particolari sostanze profumate; nel tentativo di uscire dalla tasca il corpo degli insetti si cosparge di polline vischioso.

#### Autoimpollinazione
La autoimpollinazione può avvenire con tre differenti modalità:
- per semplice distacco dei pollinii che cadono sullo stimma sottostante;
- per curvatura delle caudicole dei pollinii che depositano il polline sullo stimma sottostante - tale meccanismo si osserva per esempio in Ophrys apifera;
- per cleistogamia ovvero per autofecondazione prima ancora che avvenga l'apertura del fiore - tale meccanismo si osserva per esempio in Limodorum abortivum o in Serapias parviflora.

#### Riproduzione asessuata
La riproduzione asessuata, ovvero senza necessità di fecondazione, può avvenire:
- per moltiplicazione vegetativa, con formazione di nuovi individui a partire da una suddivisione dei rizotuberi - tale meccanismo si osserva per esempio in Ophrys bombyliflora, Serapias lingua e Serapias politisii;
- per apomissia, cioè con produzione di semi fertili senza necessità di fecondazione - tale fenomeno si verifica, per esempio, in alcune specie del genere Nigritella (ad es. Nigritella rubra).

### Simbiosi micorrizica
Altra caratteristica biologica importante è la necessità, per completare il ciclo biologico di alcune orchidee, della presenza di una micorriza endotrofica che collabori in simbiosi per lo sviluppo del loro seme, il quale al momento della dispersione è privo di albume e con embrione appena abbozzato.

## Tassonomia
La famiglia delle Orchidacee veniva suddivisa in passato in due sottofamiglie: 
- Diandrae – caratterizzata dalla presenza di 2-3 stami fertili e impollinabili;
- Monandrae – caratterizzata dalla presenza di un solo stame fertile.

Il Sistema Cronquist (1981) assegnava la famiglia all'ordine Orchidales, raggruppamento non riconosciuto dalla moderna classificazione filogenetica che assegna le Orchidacee all'ordine Asparagales.
Attualmente le sottofamiglie riconosciute sono cinque, i cui rapporti filogenetici sono riassunti schematicamente dal seguente cladogramma:
|  | Cypripedioideae Kostel., 1831                                                            |
|  |                                                                                          |
|  | \| \| Orchidoideae Eaton, 1836 \| \| \| \| \| \| Epidendroideae Lindl., 1821 \| \| \| \| |
|  |                                                                                          |
|  | Orchidoideae Eaton, 1836                                                                 |
|  |                                                                                          |
|  | Epidendroideae Lindl., 1821                                                              |
|  |                                                                                          |

|  | Orchidoideae Eaton, 1836    |
|  |                             |
|  | Epidendroideae Lindl., 1821 |
|  |                             |

|  | Cypripedioideae Kostel., 1831                                                            |
|  |                                                                                          |
|  | \| \| Orchidoideae Eaton, 1836 \| \| \| \| \| \| Epidendroideae Lindl., 1821 \| \| \| \| |
|  |                                                                                          |
|  | Orchidoideae Eaton, 1836                                                                 |
|  |                                                                                          |
|  | Epidendroideae Lindl., 1821                                                              |
|  |                                                                                          |

|  | Orchidoideae Eaton, 1836    |
|  |                             |
|  | Epidendroideae Lindl., 1821 |
|  |                             |

|  | Cypripedioideae Kostel., 1831                                                            |
|  |                                                                                          |
|  | \| \| Orchidoideae Eaton, 1836 \| \| \| \| \| \| Epidendroideae Lindl., 1821 \| \| \| \| |
|  |                                                                                          |
|  | Orchidoideae Eaton, 1836                                                                 |
|  |                                                                                          |
|  | Epidendroideae Lindl., 1821                                                              |
|  |                                                                                          |

|  | Orchidoideae Eaton, 1836    |
|  |                             |
|  | Epidendroideae Lindl., 1821 |
|  |                             |

|  | Cypripedioideae Kostel., 1831                                                            |
|  |                                                                                          |
|  | \| \| Orchidoideae Eaton, 1836 \| \| \| \| \| \| Epidendroideae Lindl., 1821 \| \| \| \| |
|  |                                                                                          |
|  | Orchidoideae Eaton, 1836                                                                 |
|  |                                                                                          |
|  | Epidendroideae Lindl., 1821                                                              |
|  |                                                                                          |

|  | Orchidoideae Eaton, 1836    |
|  |                             |
|  | Epidendroideae Lindl., 1821 |
|  |                             |

All'interno di ciascuna sottofamiglia si distinguono differenti tribù e sottotribù:
| Sottofamiglia   | Tribù             | Sottotribù        |
| --------------- | ----------------- | ----------------- |
| Apostasioideae  | ---               | ---               |
| Vanilloideae    | Pogonieae         | ---               |
| Vanilloideae    | Vanilleae         | ---               |
| Cypripedioideae | ---               | ---               |
| Orchidoideae    | Codonorchideae    | ---               |
| Orchidoideae    | Cranichideae      | Chloraeinae       |
| Orchidoideae    | Cranichideae      | Cranichidinae     |
| Orchidoideae    | Cranichideae      | Discyphinae       |
| Orchidoideae    | Cranichideae      | Galeottiellinae   |
| Orchidoideae    | Cranichideae      | Goodyerinae       |
| Orchidoideae    | Cranichideae      | Manniellinae      |
| Orchidoideae    | Cranichideae      | Pterostylidinae   |
| Orchidoideae    | Cranichideae      | Spiranthinae      |
| Orchidoideae    | Diurideae         | Acianthinae       |
| Orchidoideae    | Diurideae         | Caladeniinae      |
| Orchidoideae    | Diurideae         | Cryptostylidinae  |
| Orchidoideae    | Diurideae         | Diuridinae        |
| Orchidoideae    | Diurideae         | Drakaeinae        |
| Orchidoideae    | Diurideae         | Megastylidinae    |
| Orchidoideae    | Diurideae         | Prasophyllinae    |
| Orchidoideae    | Diurideae         | Rhizanthellinae   |
| Orchidoideae    | Diurideae         | Thelymitrinae     |
| Orchidoideae    | Orchideae         | Brownleeinae      |
| Orchidoideae    | Orchideae         | Coryciinae        |
| Orchidoideae    | Orchideae         | Disinae           |
| Orchidoideae    | Orchideae         | Orchidinae        |
| Epidendroideae  | Neottieae         | ---               |
| Epidendroideae  | Sobralieae        | ---               |
| Epidendroideae  | Tropidieae        | ---               |
| Epidendroideae  | Triphoreae        | Diceratostelinae  |
| Epidendroideae  | Triphoreae        | Triphorinae       |
| Epidendroideae  | Xerorchideae      | ---               |
| Epidendroideae  | Wullschlaegelieae | ---               |
| Epidendroideae  | Gastrodieae       | ---               |
| Epidendroideae  | Nervilieae        | Nerviliinae       |
| Epidendroideae  | Nervilieae        | Epipogiinae       |
| Epidendroideae  | Thaieae           | ---               |
| Epidendroideae  | Arethuseae        | Arethusinae       |
| Epidendroideae  | Arethuseae        | Coelogyninae      |
| Epidendroideae  | Malaxideae        | Dendrobiinae      |
| Epidendroideae  | Malaxideae        | Malaxidinae       |
| Epidendroideae  | Cymbidieae        | Cymbidiinae       |
| Epidendroideae  | Cymbidieae        | Eulophiinae       |
| Epidendroideae  | Cymbidieae        | Catasetinae       |
| Epidendroideae  | Cymbidieae        | Cyrtopodiinae     |
| Epidendroideae  | Cymbidieae        | Coeliopsidinae    |
| Epidendroideae  | Cymbidieae        | Eriopsidinae      |
| Epidendroideae  | Cymbidieae        | Maxillariinae     |
| Epidendroideae  | Cymbidieae        | Oncidiinae        |
| Epidendroideae  | Cymbidieae        | Stanhopeinae      |
| Epidendroideae  | Cymbidieae        | Zygopetalinae     |
| Epidendroideae  | Epidendreae       | Bletiinae         |
| Epidendroideae  | Epidendreae       | Laeliinae         |
| Epidendroideae  | Epidendreae       | Pleurothallidinae |
| Epidendroideae  | Epidendreae       | Ponerinae         |
| Epidendroideae  | Epidendreae       | Calypsoinae       |
| Epidendroideae  | Epidendreae       | Agrostophyllinae  |
| Epidendroideae  | Collabieae        | ---               |
| Epidendroideae  | Podochileae       | ---               |
| Epidendroideae  | Vandeae           | Adrorhizinae      |
| Epidendroideae  | Vandeae           | Aeridinae         |
| Epidendroideae  | Vandeae           | Angraecinae       |
| Epidendroideae  | Vandeae           | Polystachyinae    |

### Alcune specie

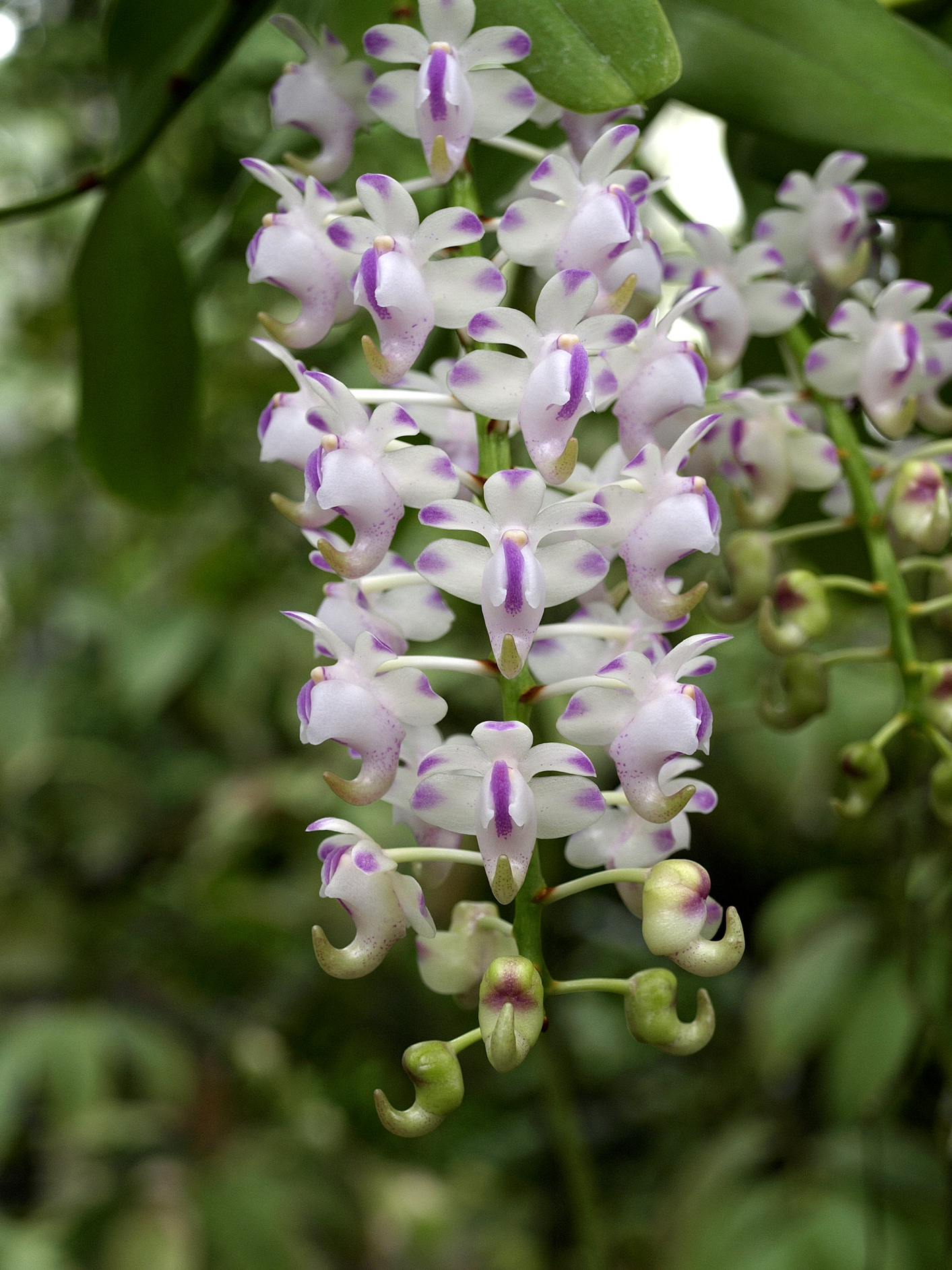
Aerides odorata
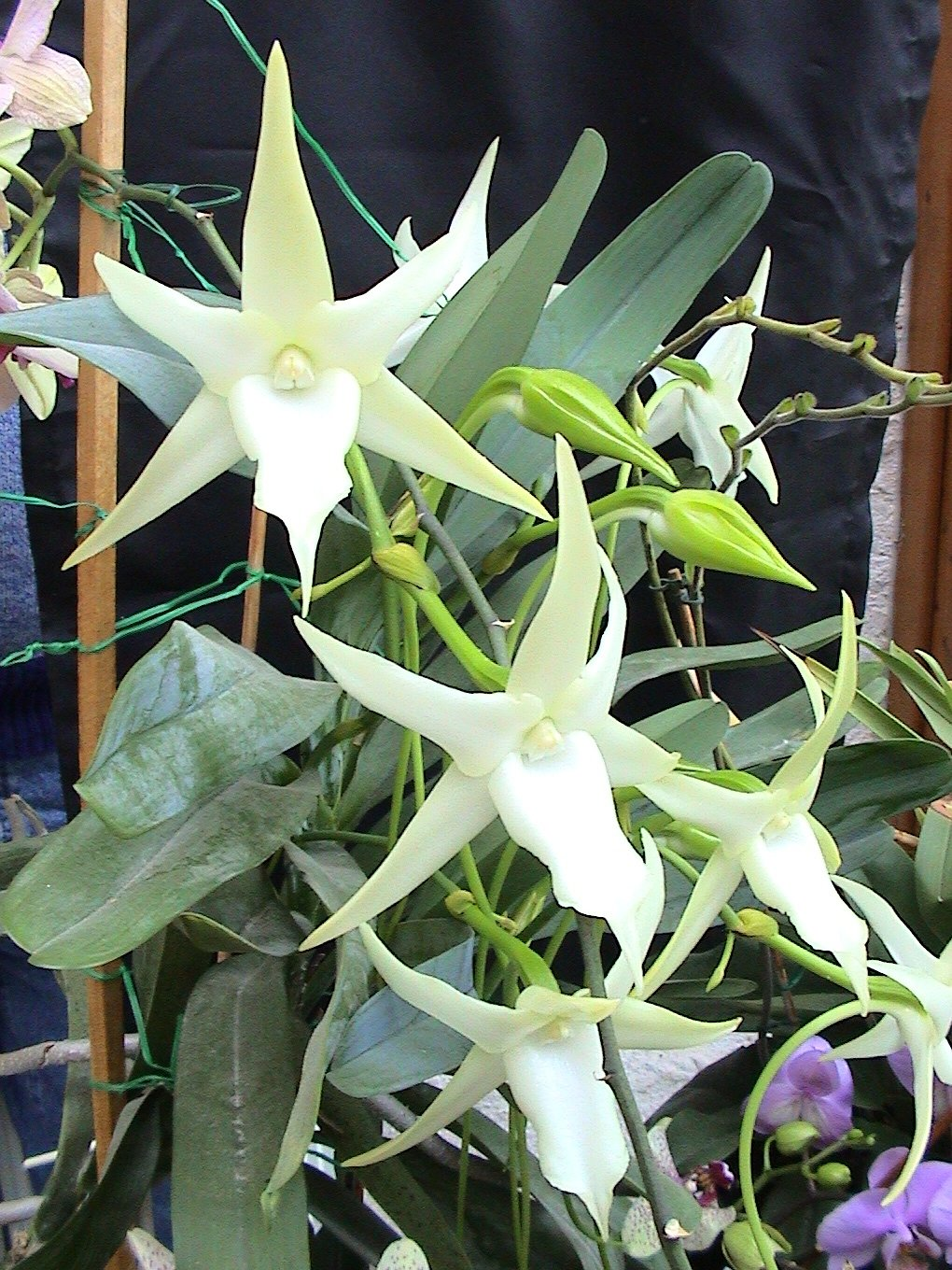
Angraecum sesquipedale
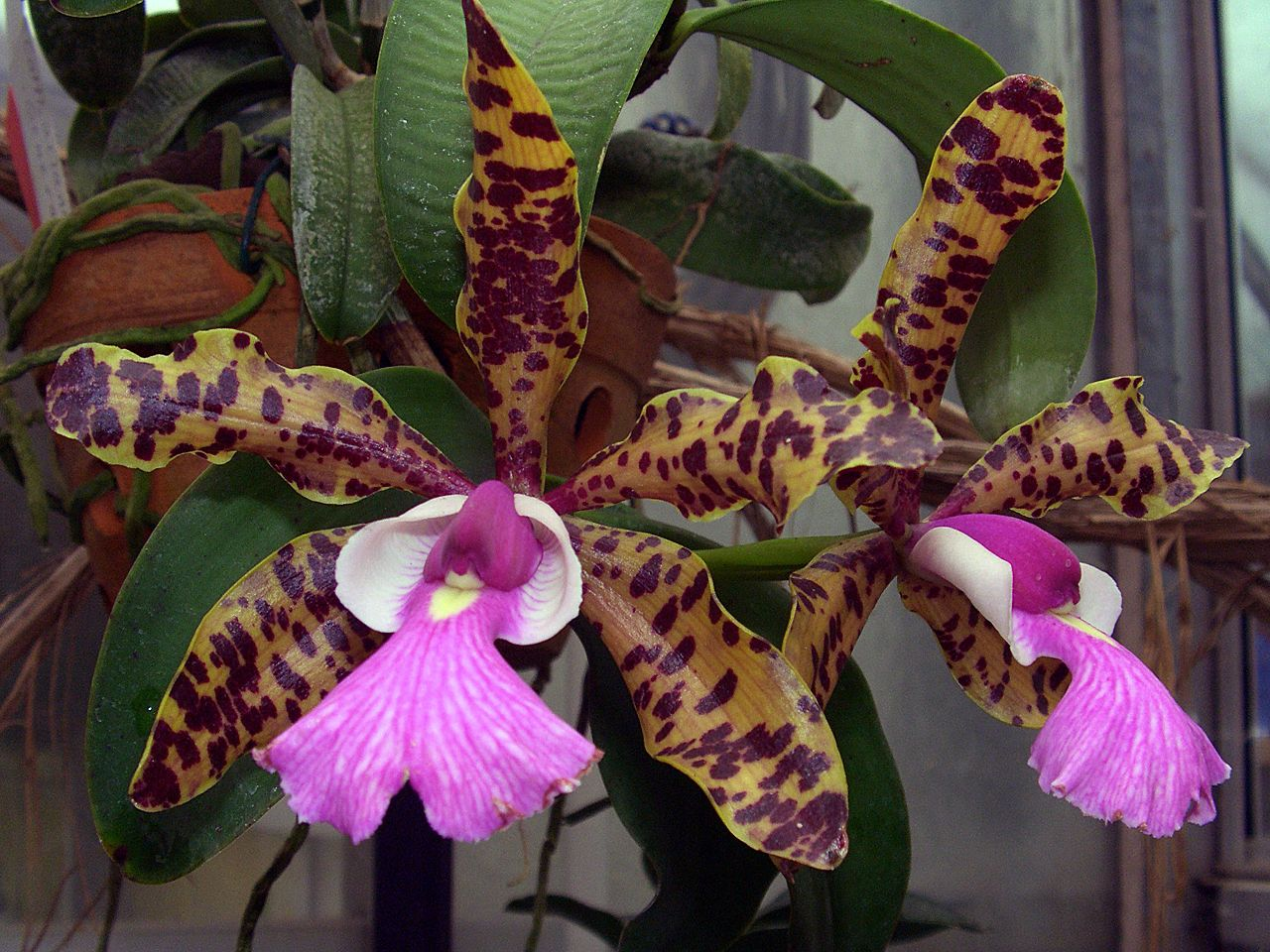
Cattleya aclandiae
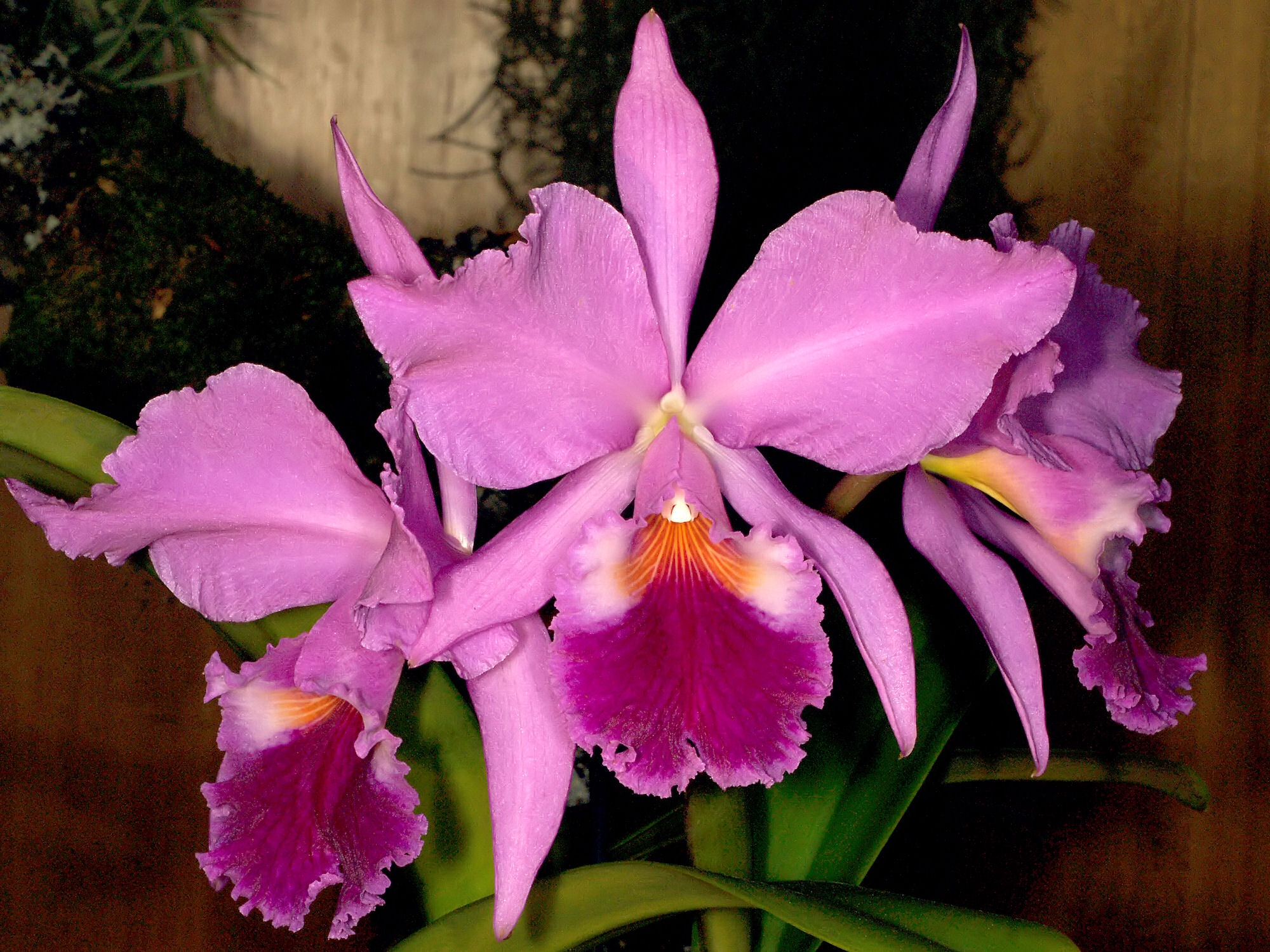
Cattleya labiata
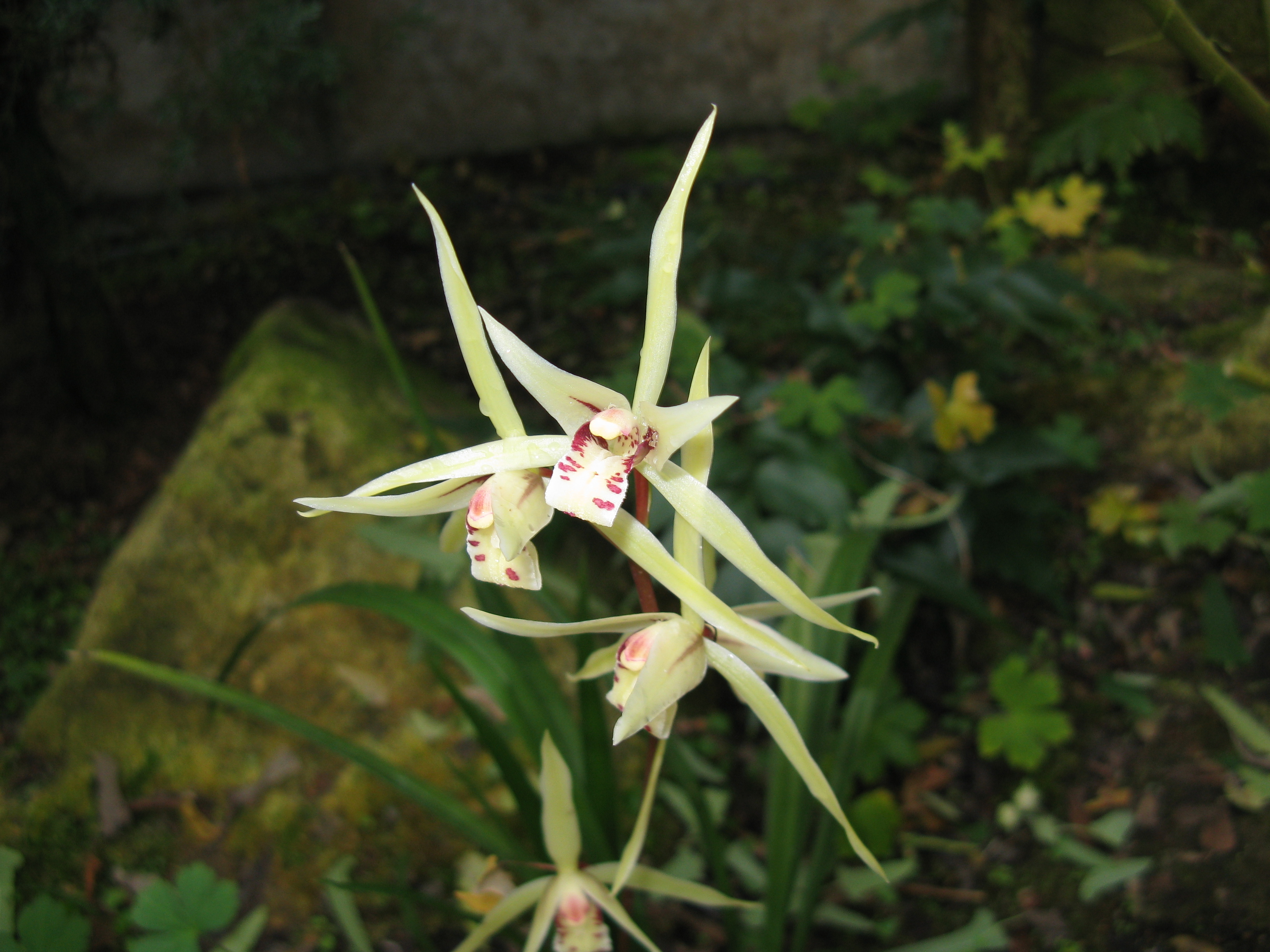
Cymbidium kanran
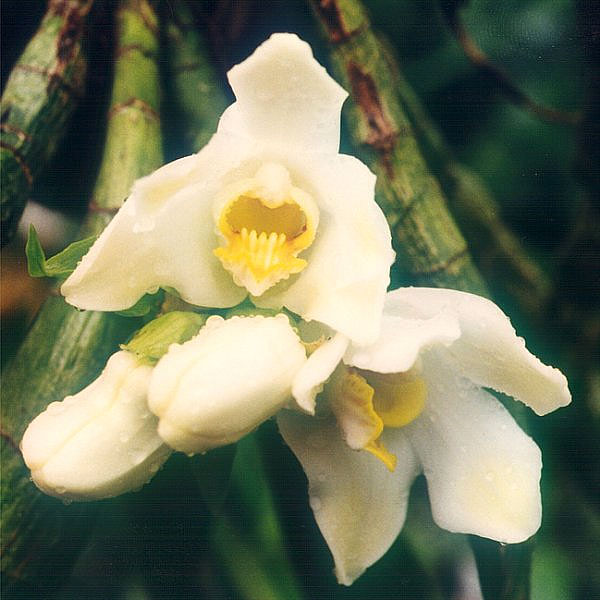
Chysis bractescens
Cirrhopetalum thouarsii
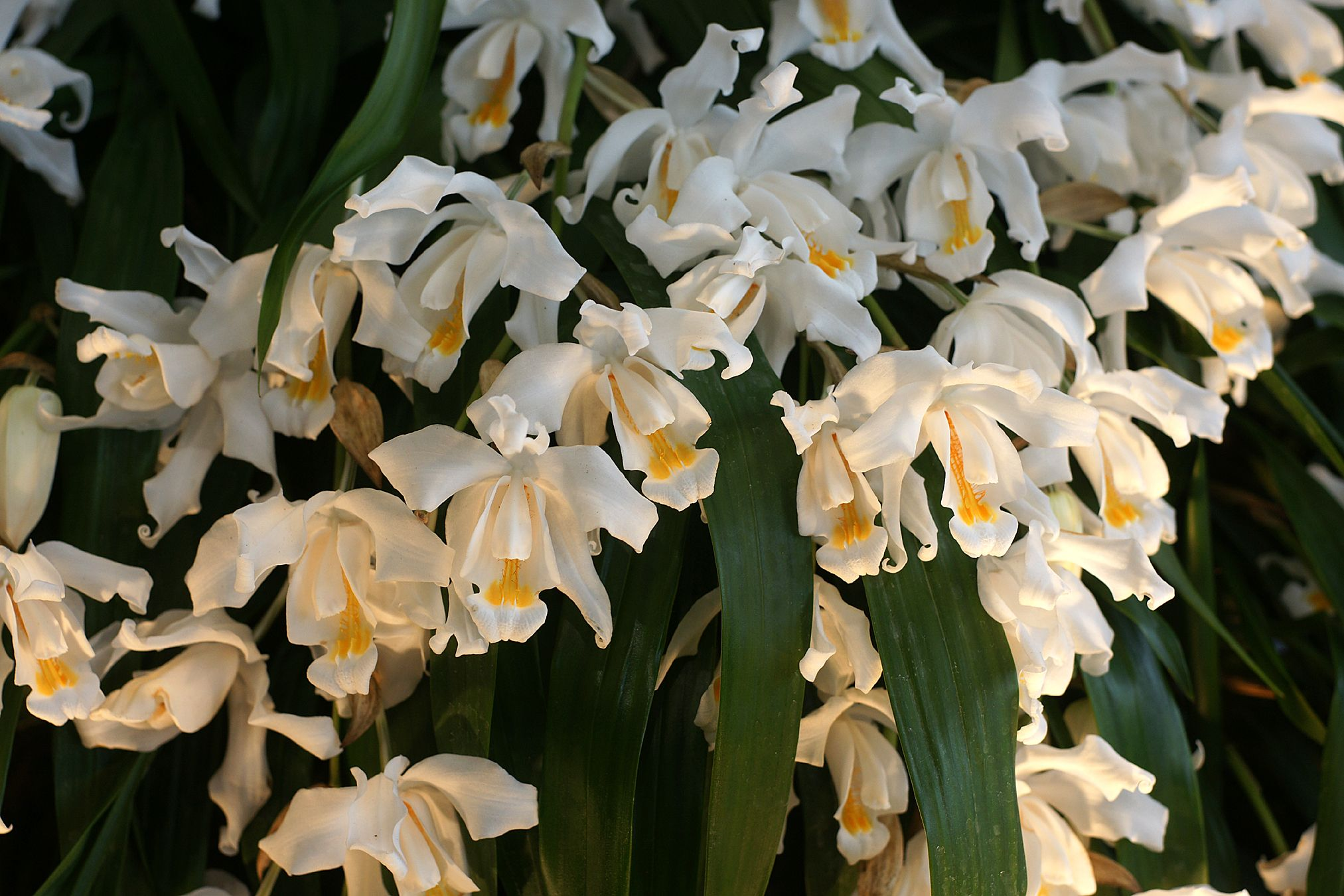
Coelogyne cristata
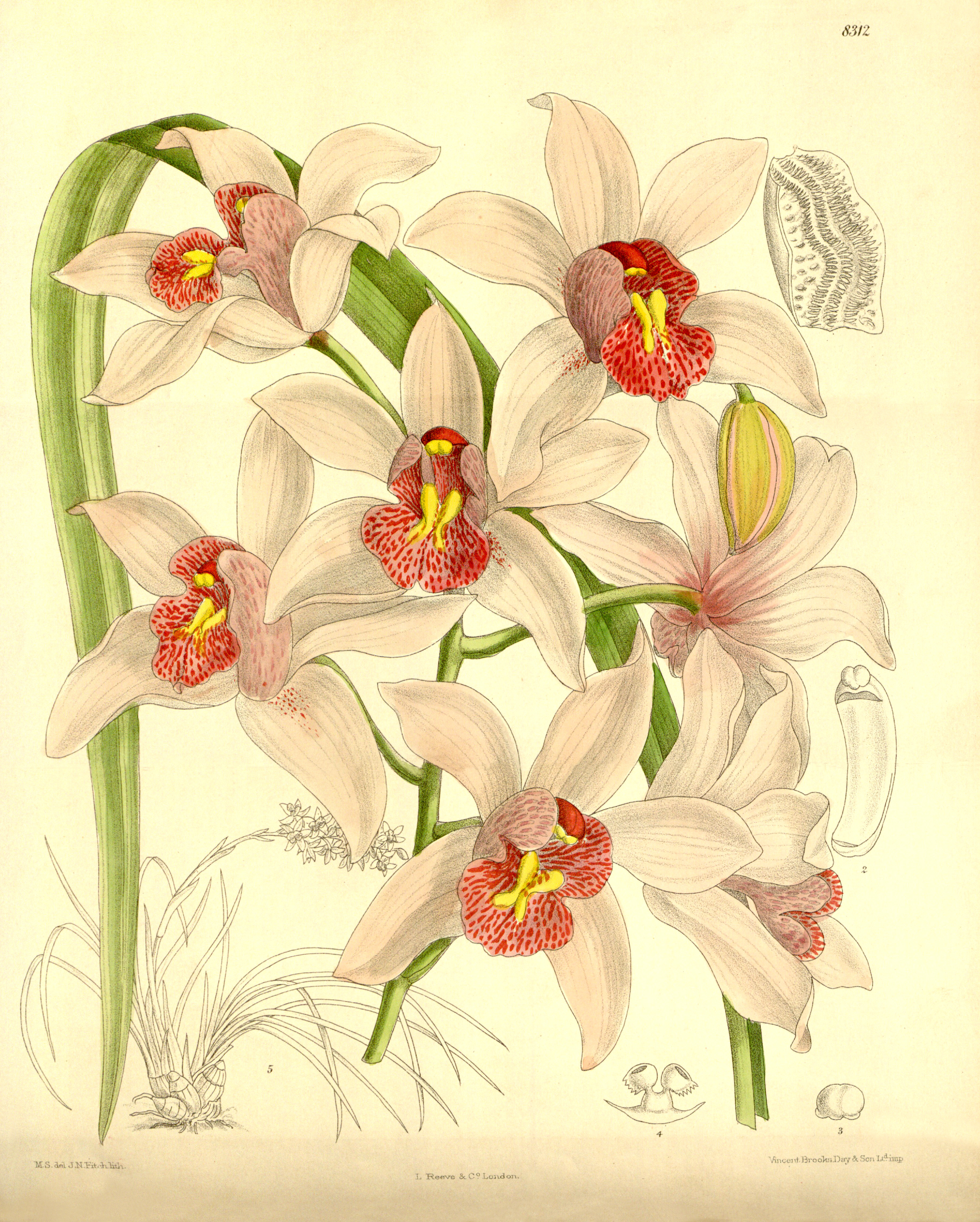
Cymbidium insigne
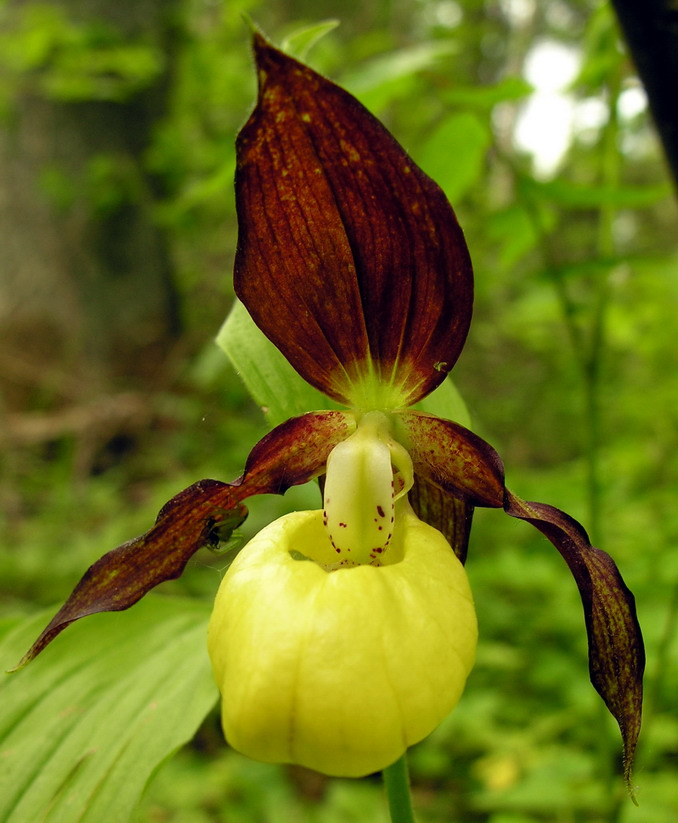
Cypripedium calceolus
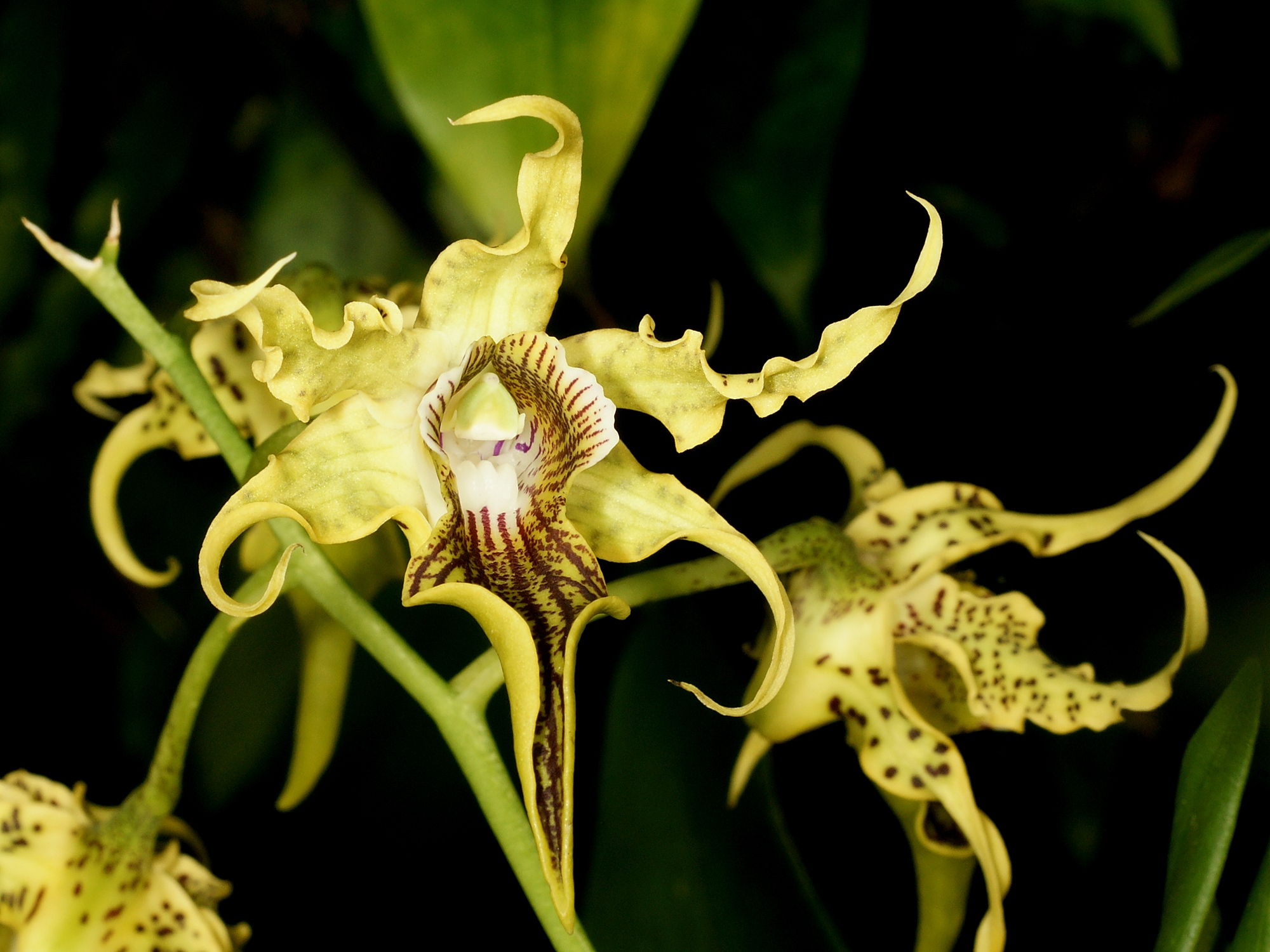
Dendrobium alexandrae
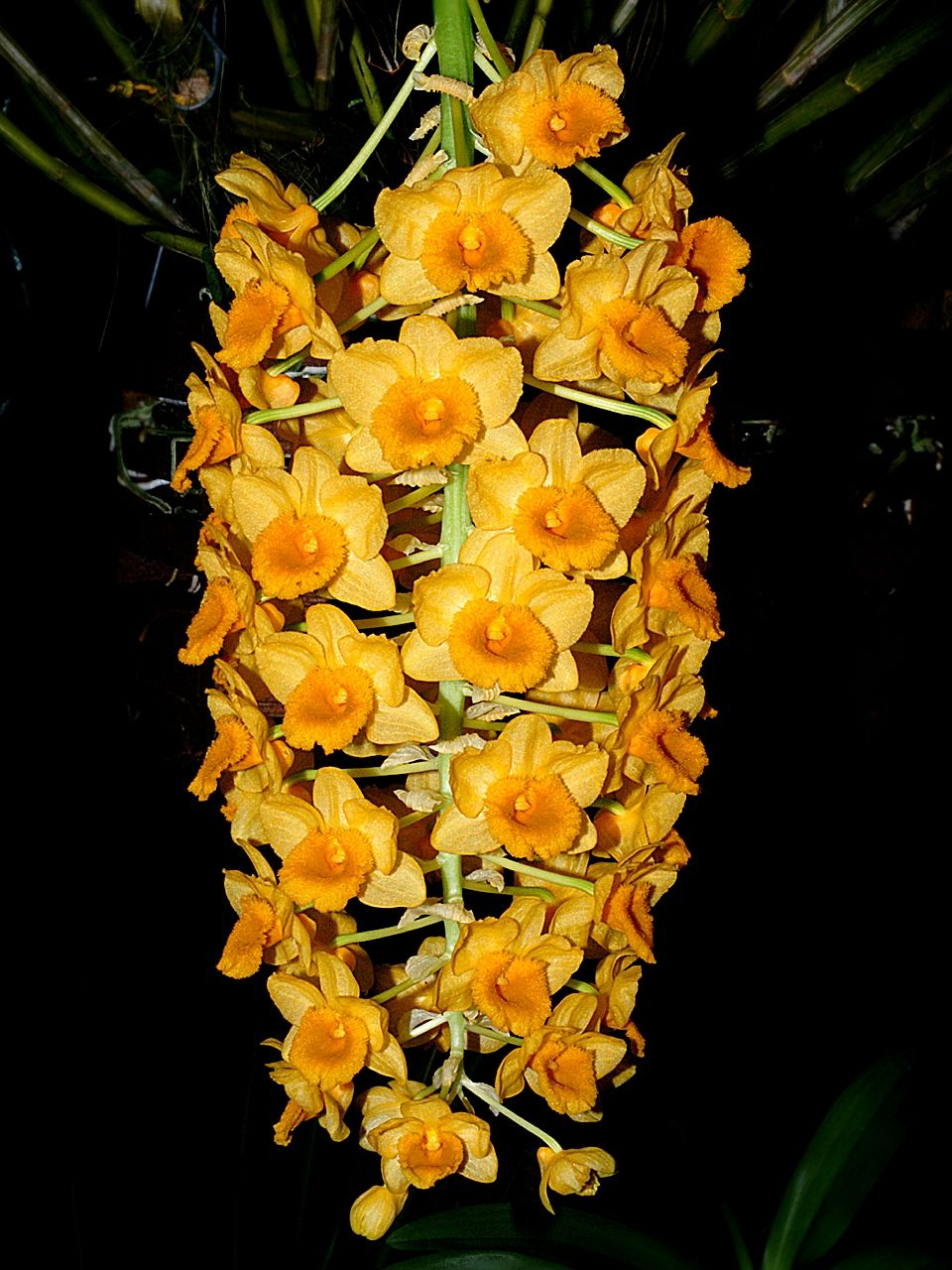
Dendrobium densiflorum
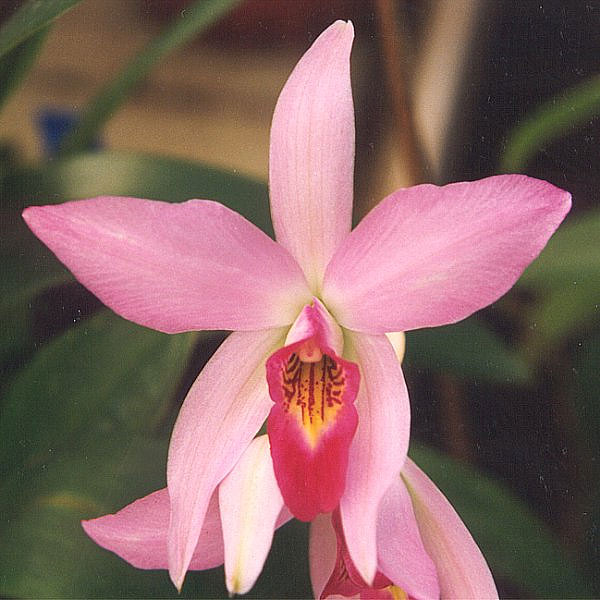
Laelia anceps
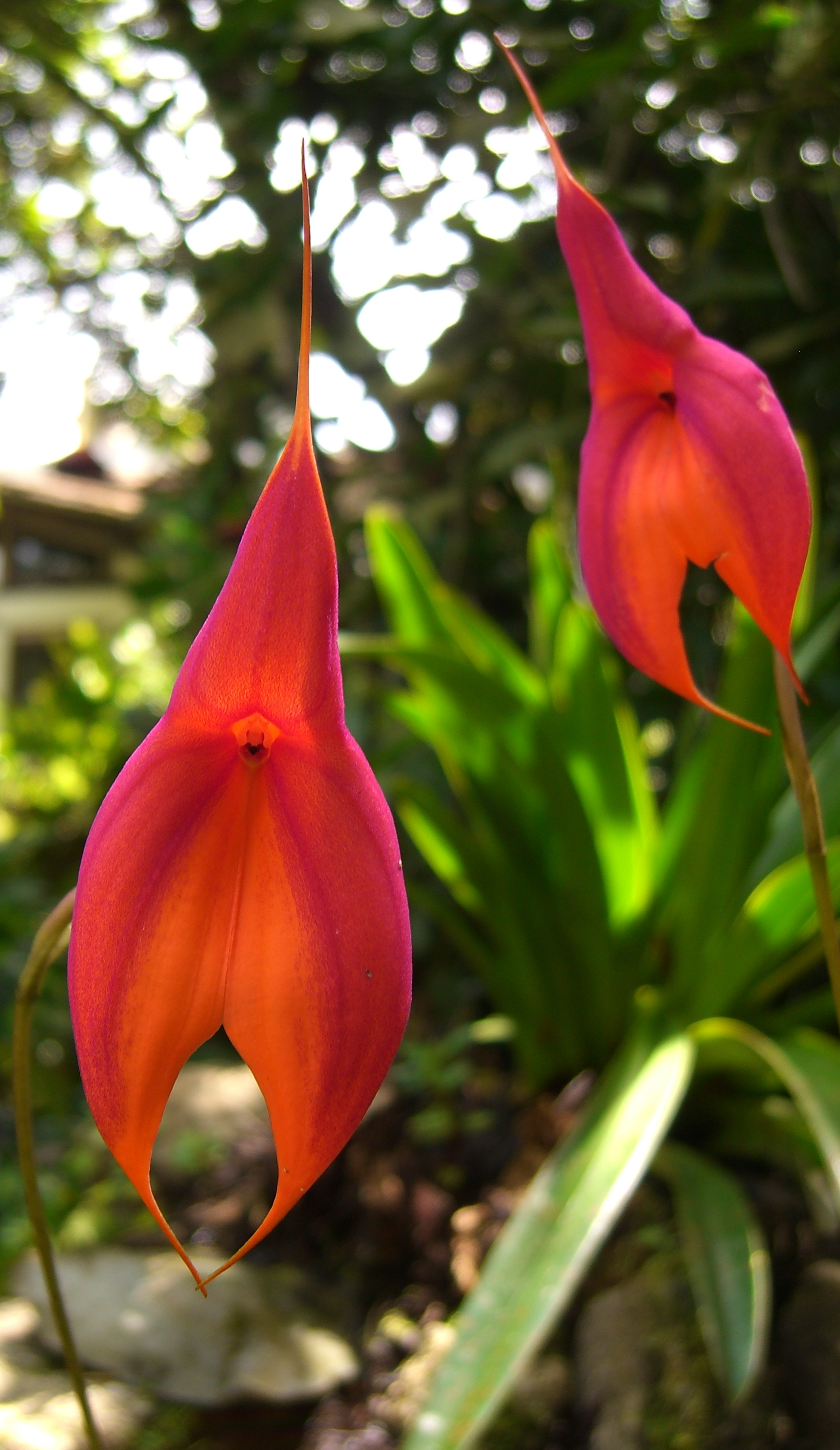
Masdevallia veitchiana
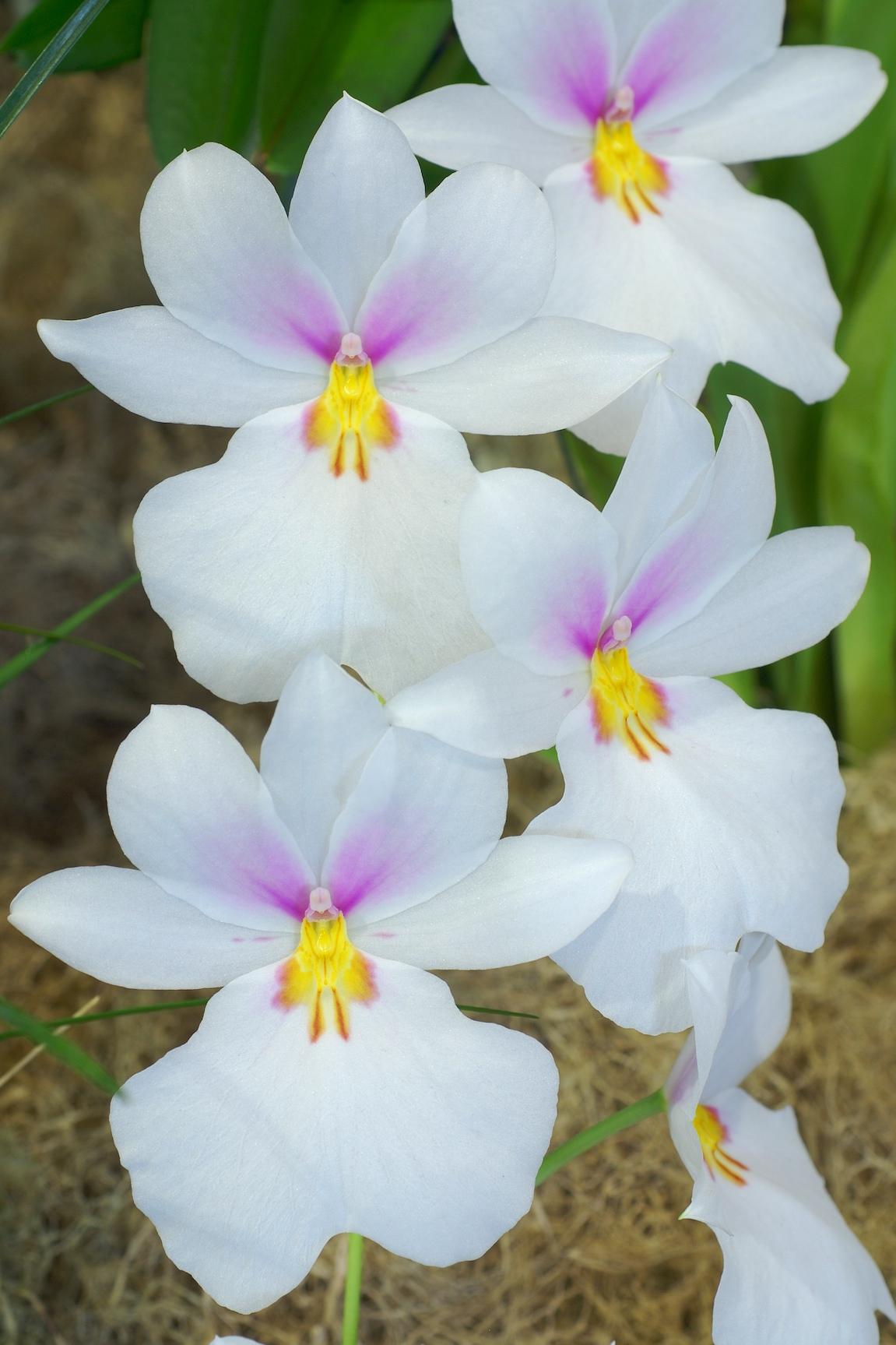
Miltoniopsis vexillaria
Odontioda lola
Odontoglossum laeve
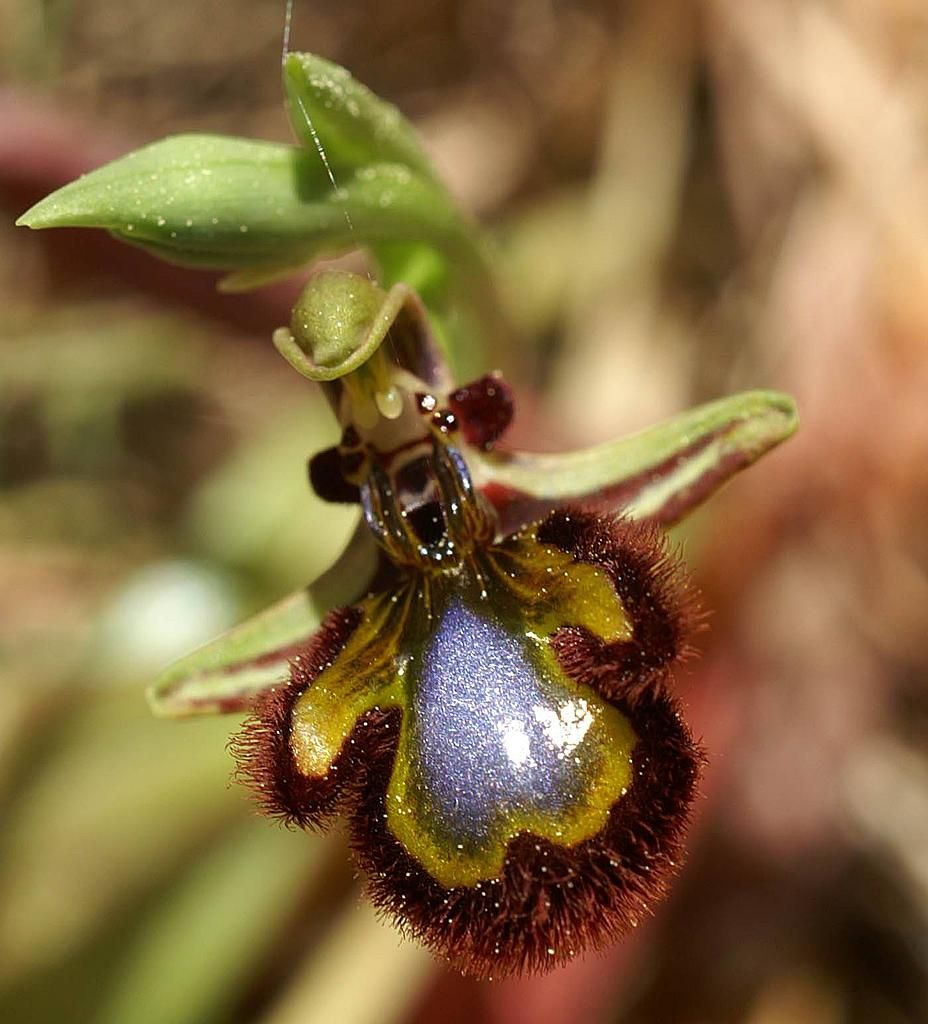
Ophrys speculum
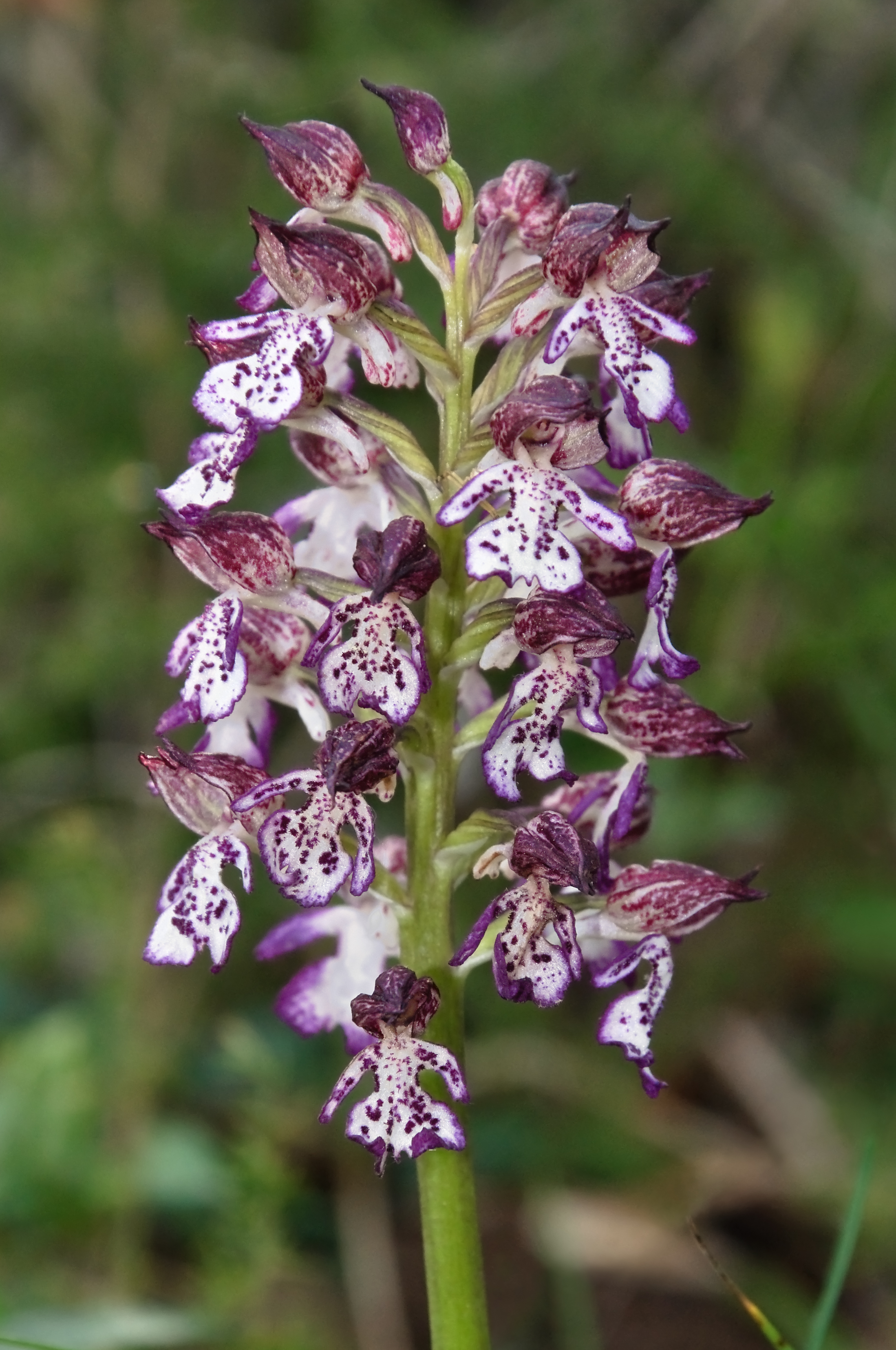
Orchis purpurea
Paphiopedilum harrisianum
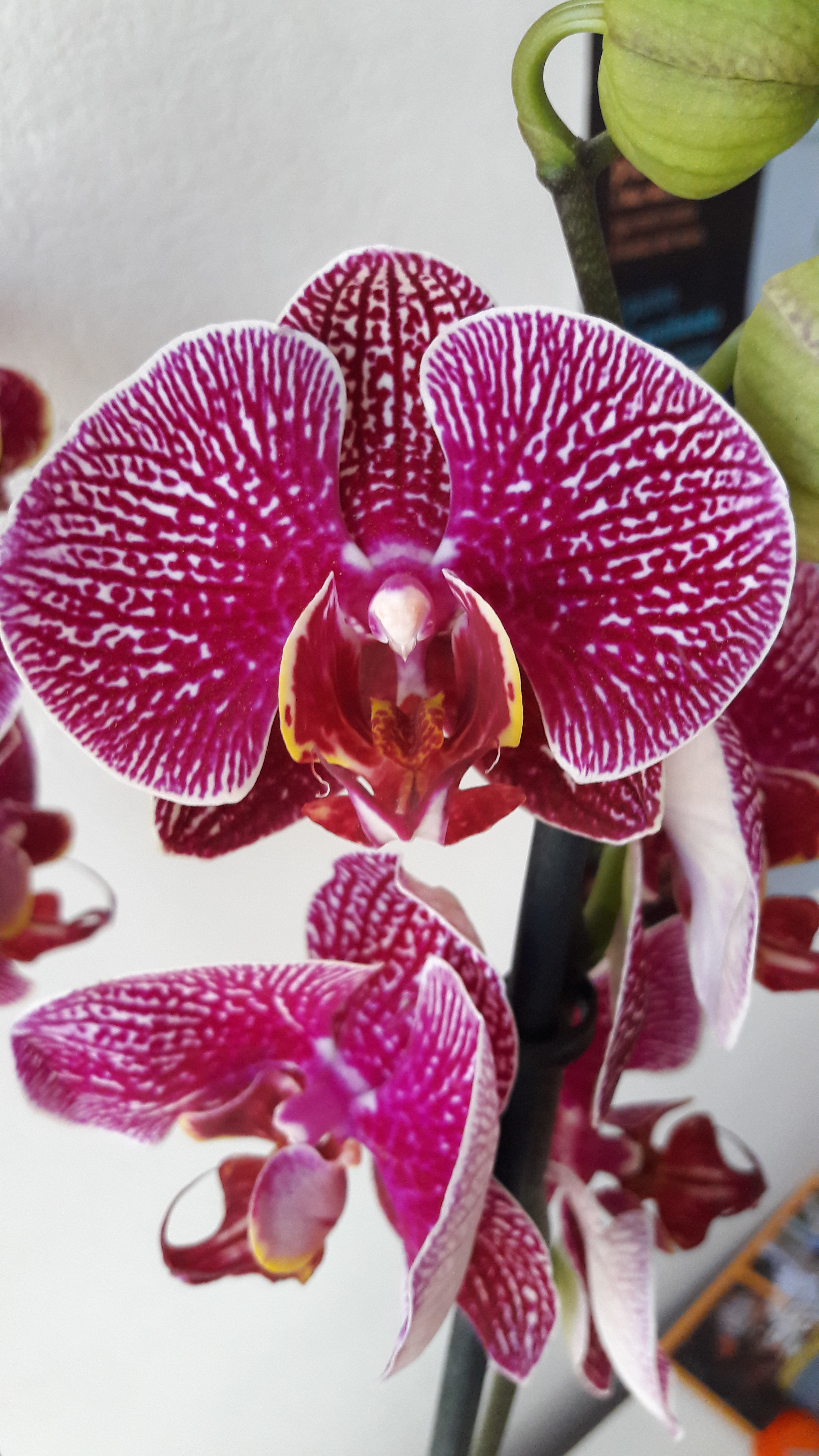
Phalaenopsis sanderiana, ibrido
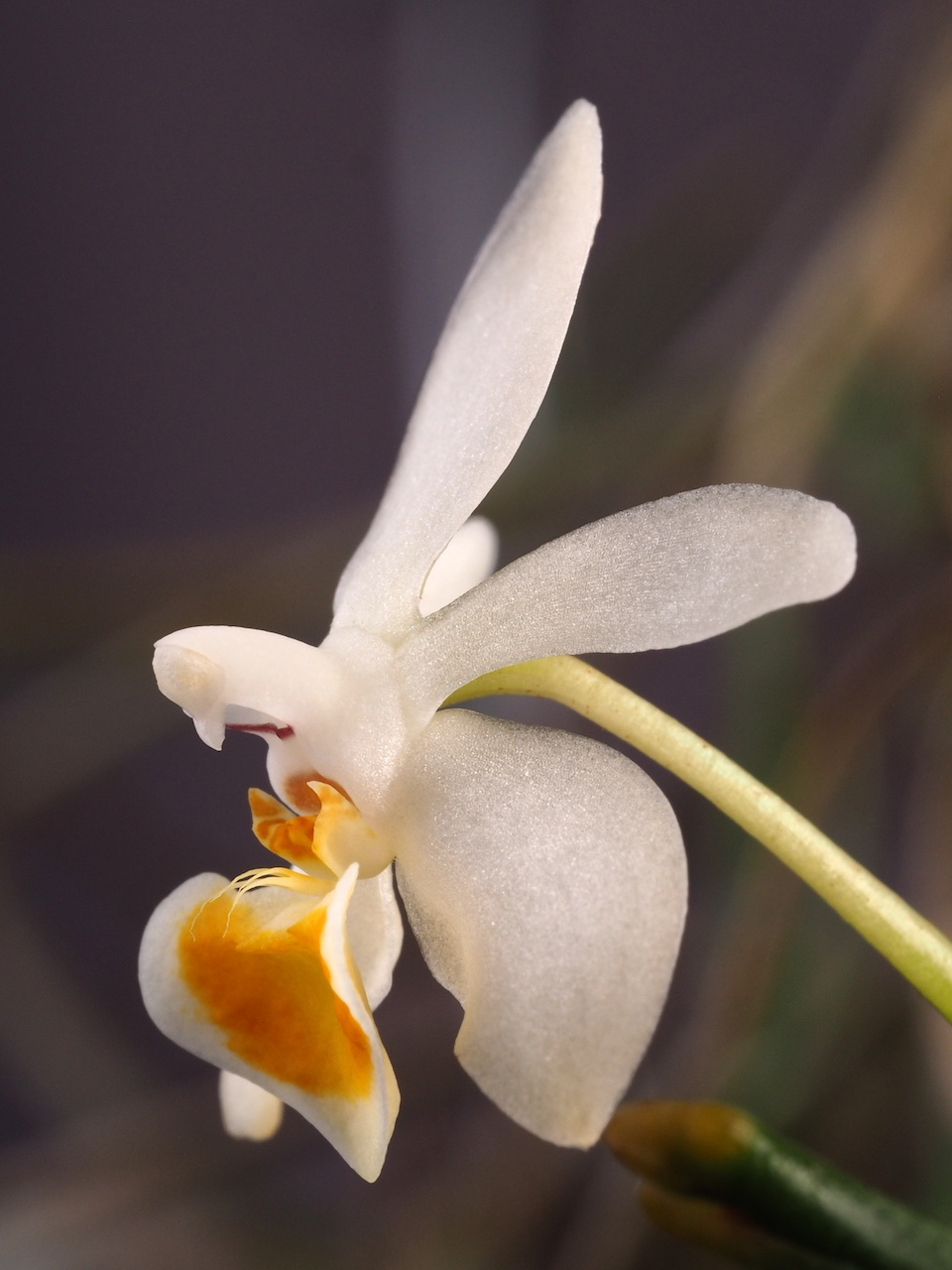
Phalaenopsis malipoensis
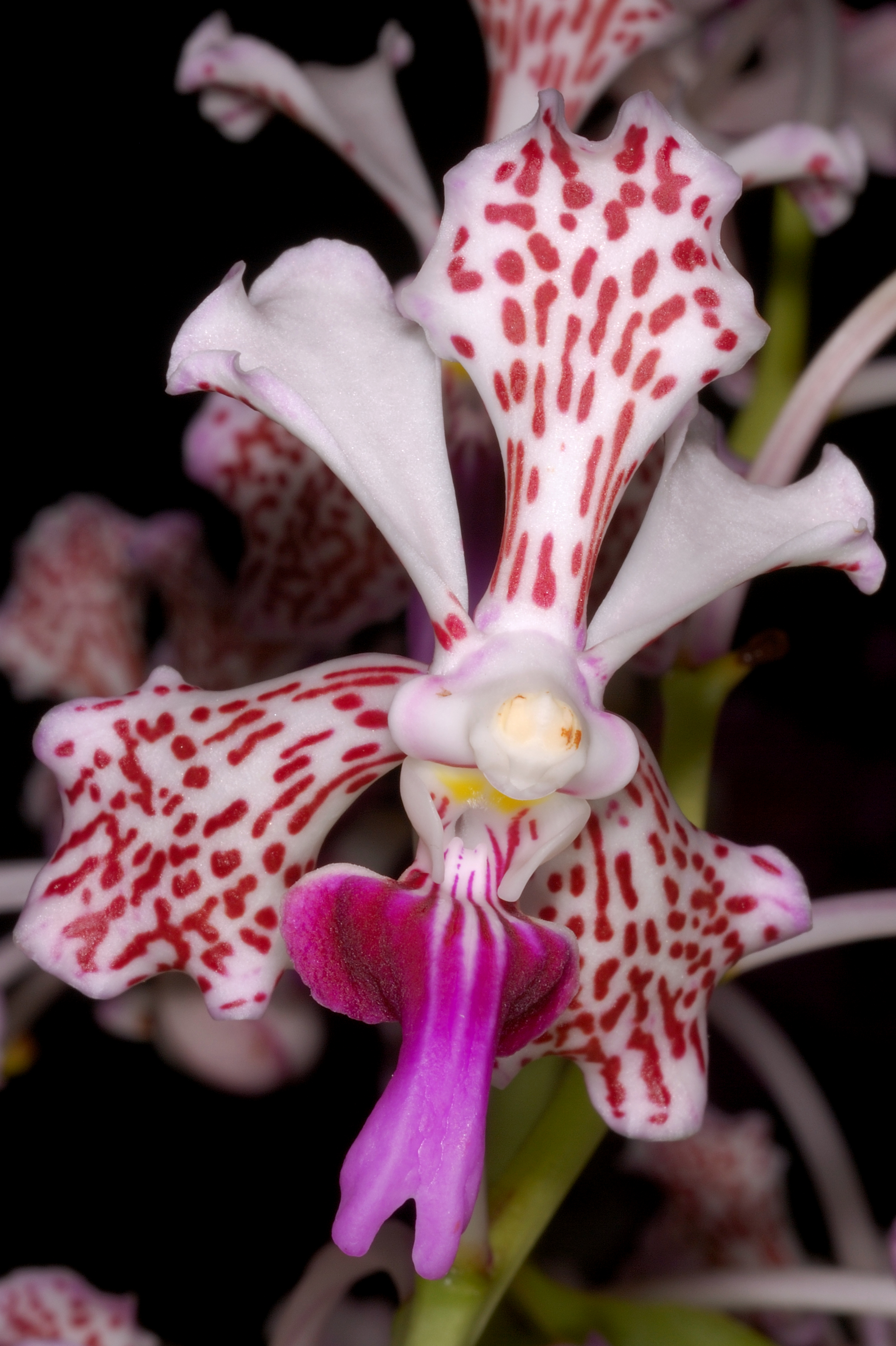
Vanda tricolor
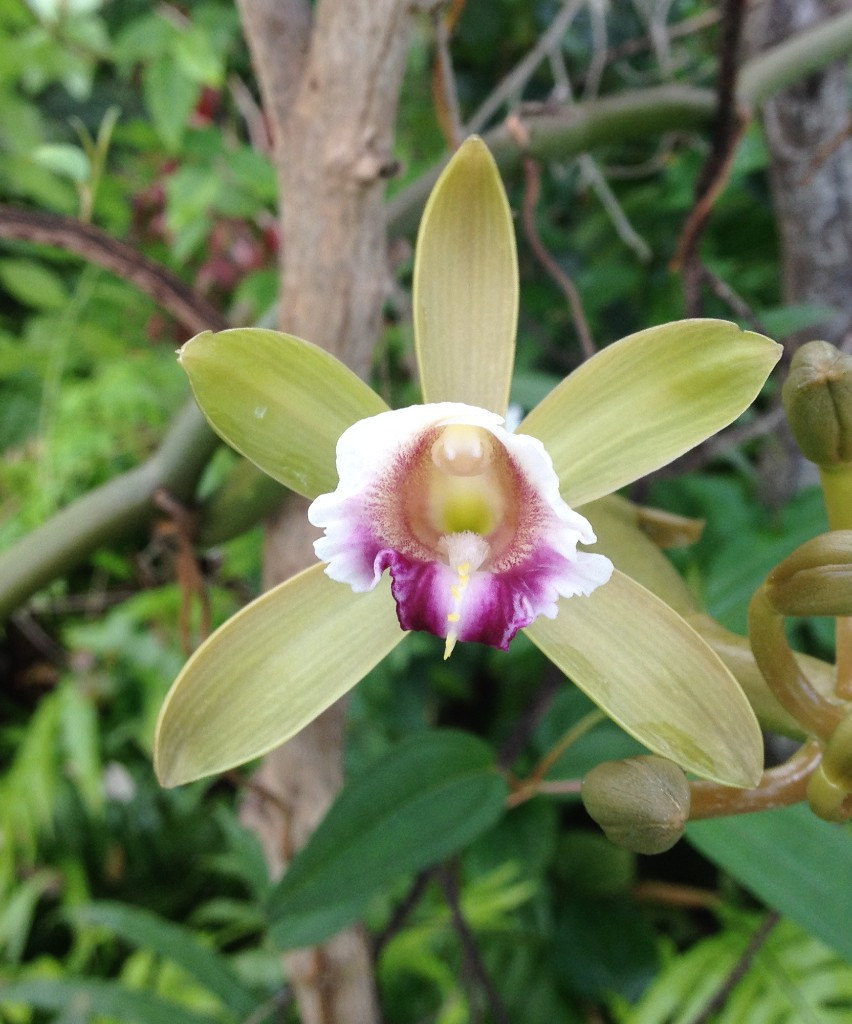
Vanilla barbellata
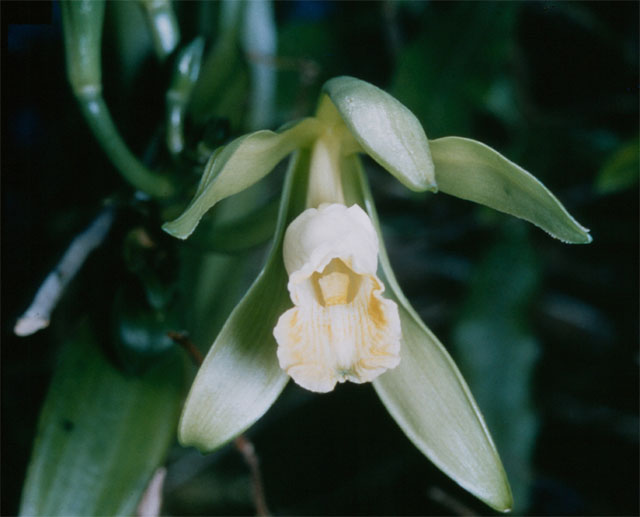
Vanilla planifolia

## Coltivazione
Per la maggior parte piante epifite, le orchidacee sono coltivate in particolare nei paesi tropicali e sub-tropicali. Le specie cosiddette terricole (cioè che crescono su un substrato terroso) possono essere coltivate anche nelle zone temperate ma necessitano di particolari cure e strutture, come serre caldo-umide.

## Orchidofilia e orchidologia

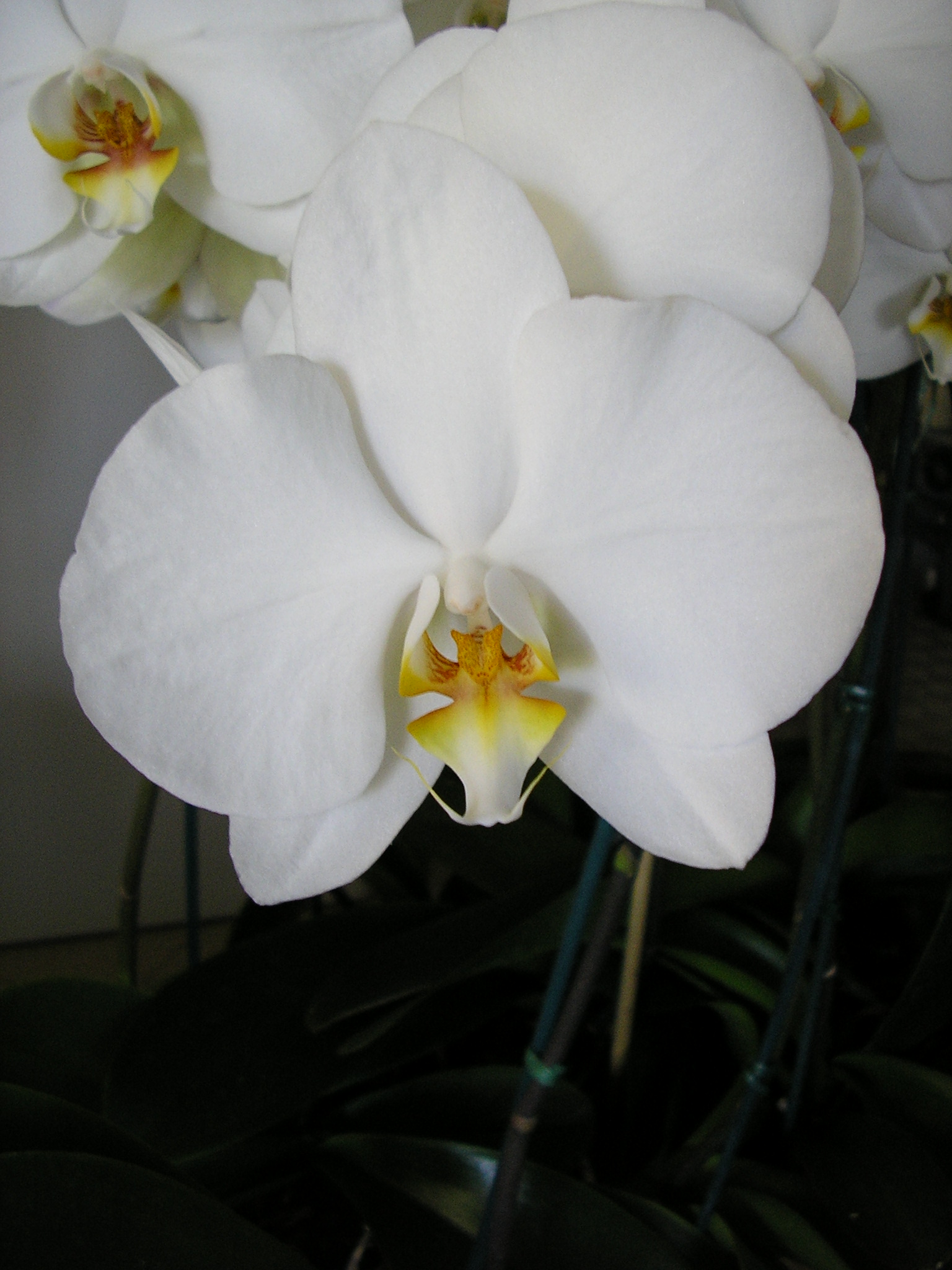
Ibrido di Phalaenopsis

Orchidofilia e orchidologia sono considerati dei "quasi sinonimi": talvolta usati in maniera interscambiabile, talvolta usati nel senso etimologico del termine, dove per "orchidofilia" si intende la semplice "passione" per le orchidee (che sia semplice interesse o vero e proprio collezionismo), mentre per "orchidologia" si intende lo studio scientifico delle piante in senso stretto. Il fatto che molti orchidologi siano spesso anche ferventi orchidofili contribuisce alla relativa labilità del confine fra i due termini.
Esistono gruppi o associazioni le cui finalità statutarie comprendono la divulgazione e lo studio delle Orchidaceae, sia informalmente, sia una vera e propria attività didattico/editoriale, quando non di ricerca scientifica vera e propria. Alcune associazioni inoltre si occupano anche di valutare e premiare le piante, spesso durante concorsi, mostre, esposizioni o incontri più o meno informali. Esistono una pluralità di approcci e di metodi di giudizio, alcuni dei quali molto famosi e dalla lunga storia, come quello della britannica Royal Horticultural Society (R.H.S.) di origine ottocentesca ma con rivisitazioni e aggiornamenti nel corso del tempo o dell'American Orchid Society (A.O.S.), le cui origini risalgono agli anni venti del Novecento, anch'esso rivisitato e aggiornato più volte. In ambito europeo è da menzionare inoltre il metodo di giudizio della Deutsche Orchideen Gesellschaft (D.O.G.), anch'esso dalla lunga storia.
Va inoltre detto che quasi sempre le associazioni di orchidee tengono regolari registri (anche fotografici) delle piante premiate e ciò si rivela fondamentale sia per perfezionare nel tempo i propri metodi di giudizio, sia per preservare la conoscenza e per studiare ulteriormente le piante premiate, che siano specie botaniche o ibridi. Una lista particolarmente famosa, non di piante premiate ma degli ibridi selezionati dall'uomo, è la Sander's Complete List of Orchid Hybrids (o, in breve, Sander's List) istituita originariamente dal noto coltivatore e orchidologo Henry Frederick Conrad Sander, in seguito mantenuta e aggiornata dalla Royal Horticultural Society.

## Usi terapeutici
Sin dall'antichità dai tuberi radicali delle orchidee, bolliti, seccati e polverizzati, si ricava il "salep", ossia una farina commestibile, una specie di fecola, ricca di amidi, proteine, zuccheri e cumarina, che nella credenza popolare si pensava avesse proprietà contro la infertilità maschile e femminile, proprio per le sembianze conformazionali dei tuberi con gli organi riproduttivi maschili. Si usava anche come emolliente e veniva consigliato nelle infiammazioni della mucosa e nelle diarree infantili. Nella medicina popolare inoltre si credeva che la "scarpetta di Venere" (Cypripedium calceolus) avesse proprietà antispasmodiche. Oggi è stato appurato che i reali poteri terapeutici delle Orchidaceae sono scarsi o nulli, inoltre si tratta di una famiglia di piante protette a livello internazionale e in via di estinzione, per cui ne è vietata la raccolta.